# Rzeczyca-Kolonia (powiat kraśnicki)
Rzeczyca-Kolonia (d. Rzeczyca Księża-Kolonia) – kolonia w Polsce położona w województwie lubelskim, w powiecie kraśnickim, w gminie Szastarka.
Do reformy 1954 południowa część Rzeczycy Księżej.
W latach 1975–1998 miejscowość należała administracyjnie do województwa tarnobrzeskiego. Według Narodowego Spisu Powszechnego (III 2011 r.) wieś liczyła 198  mieszkańców. 
W Rzeczycy-Kolonii znajduje się przystanek osobowy na linii Kraśnik – Stalowa Wola. Miejscowość stanowi sołectwo gminy Szastarka.